# Пилзнер
Пилзнер (на чешки: Pivo plzeňského typu; от пилзнер, пилзенер, на немски: Pilsner – Пилзенски), е светла бира, тип лагер. Приети варианти на названието: Pilsener, Pilsner и Pils.
Притежава златист цвят и характерен приятен аромат и привкус на хмел. Алкохолно съдържание: 4,2 – 6 %.

## История
За първи път такъв сорт бира е представен в Бохемия (днешна Чехия без Моравия), в град Пилзен (откъдето идва и името) през 1842 г. Пивото е приготвено от специално поканения за целта баварски пивовар Йозеф Грол (Josef Groll). Особености на новия сорт пиво става използването на светъл, само леко изпечен ечемик.

## Видове
- Бохемски пилзнер (Bohemian Pilsener). Тази бира е създадена през 1842 г. в Бохемия, първоначално е прозрачна, светла. Прави се от мека вода с ниско съдържание на минерални вещества, хмел Жатец (Saaz), моравски малцов ечемик и чешки лагерни дрожди. Цветът варира от светлозлатист до наситено златен, течността е кристална и прозрачна. Отличава се с богат вкус и аромат, със сложен букет от малц и пикантен хмел Saaz. Типични търговски марки са: Pilsner Urquell, Budweiser Budvar (Czechvar в САЩ), Czech Rebel, Staropramen, Gambrinus Pilsner, Dock Street Bohemian Pilsner.
- Немски пилзнер (German Pilsner или Pils). Копие на бохемския пилзнер, приспособен към пивоварните условия в Германия. Отличава се със сламен до светлозлатист цвят, свеж и горчив вкус, с типичен аромат на малц и благороден хмел. Типични търговски марки са: Bitburger, Warsteiner, Konig Pilsener, Jever Pils, Holsten Pils, Spaten Pils, Victory Prima Pils, Brooklyn Pilsner.
- Класически американски пилзнер (Classic American Pilsner). Версия на пилзнер, създадена от немски пивовари-емигранти, които донасят в Америка технологичния процес за производство и немски дрожди. Налага им се да работят с местни американски съставки и по този начин създават уникална версия на първоначалния пилзнер. Този вид изчезва по време на сухия режим в САЩ, но впоследствие е възроден като вид домашна бира от любителите на това хоби. Бирата се прави от ечемик с 20 – 30 % царевични люспи, с местен американски хмел, напр. Clusters, или традиционния благороден хмел, а също се използват и съвременни благородни хибриди – Ultra, Liberty, Crystal. Цветът е от жълт до тъмнозлатист. Освежаваща бира, с подчертани нотки на малц и хмел. Царевицата придава лека сладост. В наши дни тази бира се прави от малки пивоварни и любители-пивовари.